# 時苗
时苗（170年代—240年代），字德胄，巨鹿郡（治今河北省宁晋县）西南，三国时曹魏官员。
时苗以德行闻名于世。东汉建安年间时苗入丞相府，被曹操任命为寿春令。赴任时，乘坐简陋牛车，挟布被囊。居官一年多，牛生下一个牛犊，离职时，因为牛犊是在淮南所生，留下了牛，于是闻名。还京为太官令，领巨鹿郡中正，定九品中正制，叙人才严谨，转任典农中郎将。不事权贵，以清介知名。曹魏正始年间病亡，时年七十余岁。